# Alluaudinella lativentris
Alluaudinella lativentris är en tvåvingeart som först beskrevs av Stein 1906.  Alluaudinella lativentris ingår i släktet Alluaudinella och familjen husflugor. Inga underarter finns listade i Catalogue of Life.